# Fără armă în linia întâi
Fără armă în linia întâi (titlu original: Hacksaw Ridge) este un film americano-australian din 2016 regizat de Mel Gibson. Rolurile principale au fost interpretate de actorii Andrew Garfield ca  Doss, Sam Worthington, Luke Bracey, Teresa Palmer, Hugo Weaving, Rachel Griffiths și Vince Vaughn. 

## Prezentare
Filmul prezintă experiențele lui Desmond Doss care în timpul celui de-al Doilea Război Mondial s-a înrolat ca medic necombatant în armata SUA, refuzând să poarte armă datorită convingerilor sale ca adventist; acesta a salvat numerosi soldati de la moarte în Bătălia de la Okinawa din 1945.

## Distribuție
- Andrew Garfield - Desmond Doss
- Vince Vaughn - Sergentul Howell
- Sam Worthington - Căpitanul Jack Glover
- Luke Bracey - Smitty Ryker
- Hugo Weaving - Tom Doss, caporal în primul război mondial, tatăl lui Doss
- Ryan Corr - Locotenent Manville
- Teresa Palmer - Dorothy Schutte, sotia lui Doss
- Rachel Griffiths - Bertha Doss, mama lui Doss
- Richard Roxburgh - Colonel Stelzer
- Luke Pegler - Milt "Hollywood" Zane
- Richard Pyros - Randall "Teach" Fuller
- Ben Mingay - Grease Nolan
- Firass Dirani - Vito Rinnelli
- Damien Thomlinson - Ralph Morgan
- Matt Nable - Lt. Colonel Cooney
- Robert Morgan - Colonelul Sangston
- Nathaniel Buzolic - Harold "Hal" Doss

## Producție
A fost în faza de proiect timp de 12 ani. Filmările au început la 25 septembrie 2015 și au durat  59 de zile, terminându-se în decembrie 2015. Filmările au avut loc în întregime în Australia. Cheltuielile de producție s-au ridicat la 40 de milioane $.

## Primire
A avut încasări de peste 175 de milioane $.

## Note

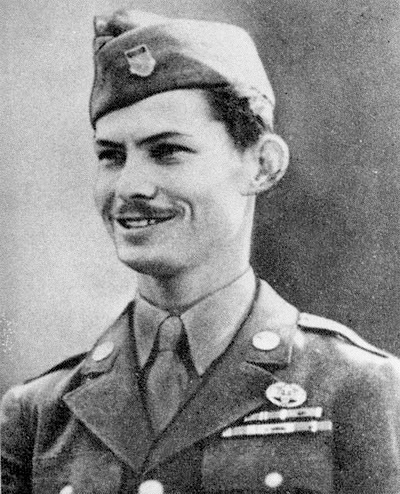
Desmond Doss în 1945